# Four Times of the Day
Four Times of the Day (Les quatre parties du jour) est une série de quatre scènes de genre de l'artiste anglais William Hogarth, peintes à l'huile en 1736, puis reproduites en une série de quatre gravures à l'eau-forte et au burin publiées en 1738 ; elles sont accompagnées d'une cinquième estampe, Strolling Actresses Dressing in a Barn, elle-même une reproduction d'un autre tableau de Hogarth. 

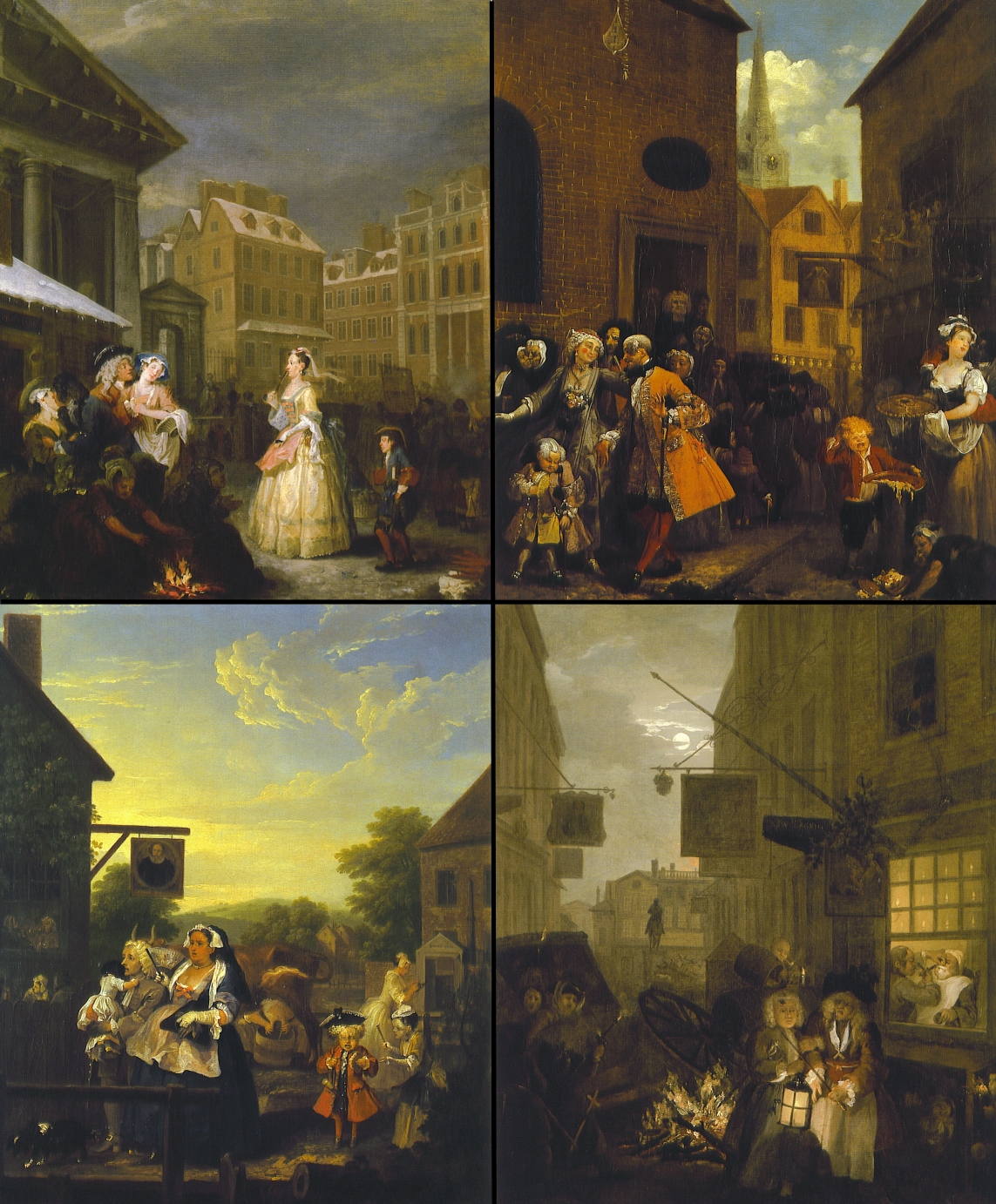
Les quatre parties du jour en peinture. Dans le sens de l'aiguille d'une montre depuis le tableau en haut à gauche : matin ; midi ; soir ; nuit.

À travers quatre moments de la journée (matin ; midi ; soir ; nuit), adviennent des représentations humoristiques de la vie dans les rues de Londres, des aléas de la mode et des interactions entre riches et pauvres. Contrairement à beaucoup d'autres histoires en images composées par Hogarth, comme La Carrière d'une prostituée, La Carrière d'un libertin, Industry and Idleness et Les Quatre Étapes de la cruauté, il ne décrit pas ici l'histoire d'un individu, mais se concentre sur la société de la ville dans son ensemble. Hogarth voulait que la série soit humoristique plutôt qu'instructive ; les images n'indiquent pas si les riches ou les pauvres méritent plus la sympathie du spectateur : alors que les classes supérieures et moyennes ont tendance à fournir le centre d'intérêt à chaque scène, les comparaisons morales observées dans certaines de ses autres œuvres sont moins nombreuses.

## Contexte
Four Times of the Day est la première série d'estampes que Hogarth publie après ses deux grands succès, A Harlot's Progress (1732) et A Rake's Progress (1735). C'est aussi la première fois que l'artiste revient à cette technique après l'adoption en 1735 par le Parlement britannique de la loi réglementant le droit d'auteur pour la gravure, qu'il a, avec de nombreux amis et confrères, contribué à faire adopter ; A Rake's Progress profita d'ailleurs de la protection offerte par cette nouvelle loi. À la différence de ses deux œuvres, les quatre estampes de Four Times of the Day ne forment pas un récit continu, une histoire. En effet, aucun des personnages figurés n'apparaît dans plus d'une scène. Hogarth a conçu la série comme « représentant de manière humoristique matin, midi, soir et nuit. »
Hogarth s'inspire pour la série des satires classiques de Horace et Juvénal, ainsi que de Trivia de John Gay, de A Description of a City Shower de Jonathan Swift. Il prend ses modèles artistiques d’autres séries portant sur les thématiques des « heures du jour », des « saisons » et des « âges de l'homme », thèmes que l'on trouve par exemple chez Nicolas Poussin et Nicolas Lancret, à travers des scènes pastorales, mais ici, Hogarth les situent dans le contexte urbain, celui de la ville de Londres. Il s'inspire également du style flamand du « temps du jour », connu sous le nom de « points du jour »[réf. souhaitée], dans lequel les dieux flottent au-dessus de scènes pastorales de bergers et bergères idéalisés. Dans les œuvres de Hogarth, les dieux sont transposés sous la forme de personnages, des archétypes citadins : la dévote, c'est l'Aurore glaciale du matin ; une jeune fille livrant une tarte, jolie, c'est la Vénus de Londres à midi ; la femme enceinte, est une Diane en sueur le soir ; et le franc-maçon, un Pluton ivre au cœur de la nuit.
Au départ, Hogarth conçoit la série pour satisfaire une commande originale de Jonathan Tyers en 1736 ; ce dernier souhaite faire exécuter un certain nombre de peintures afin de décorer les jardins de Vauxhall dont il a la charge, — jardins d'agrément à la mode sur la rive Sud de la Tamise,,. Hogarth aurait suggéré à Tyers que les différents kiosques, tonnelles et autres buvettes du Vauxhall soient décorés de peintures dans le cadre de sa rénovation ; parmi les travaux présentés lors celle-ci, figurent le portrait du roi Henri VIII et d'Anne Boleyn par Hogarth. Les jardins privés étant fréquentés par la clientèle aristocratique, les tableaux parodient des lieux de divertissement de Londres et des environs, bien connus de la bourgeoisie et du peuple. Les originaux de Four Times of the Day sont vendus à d'autres collectionneurs, mais les scènes sont reproduites au Vauxhall par Francis Hayman, et deux d'entre elles, Soir et Nuit, sont accrochées aux jardins d'agrément jusqu'au moins 1782,.

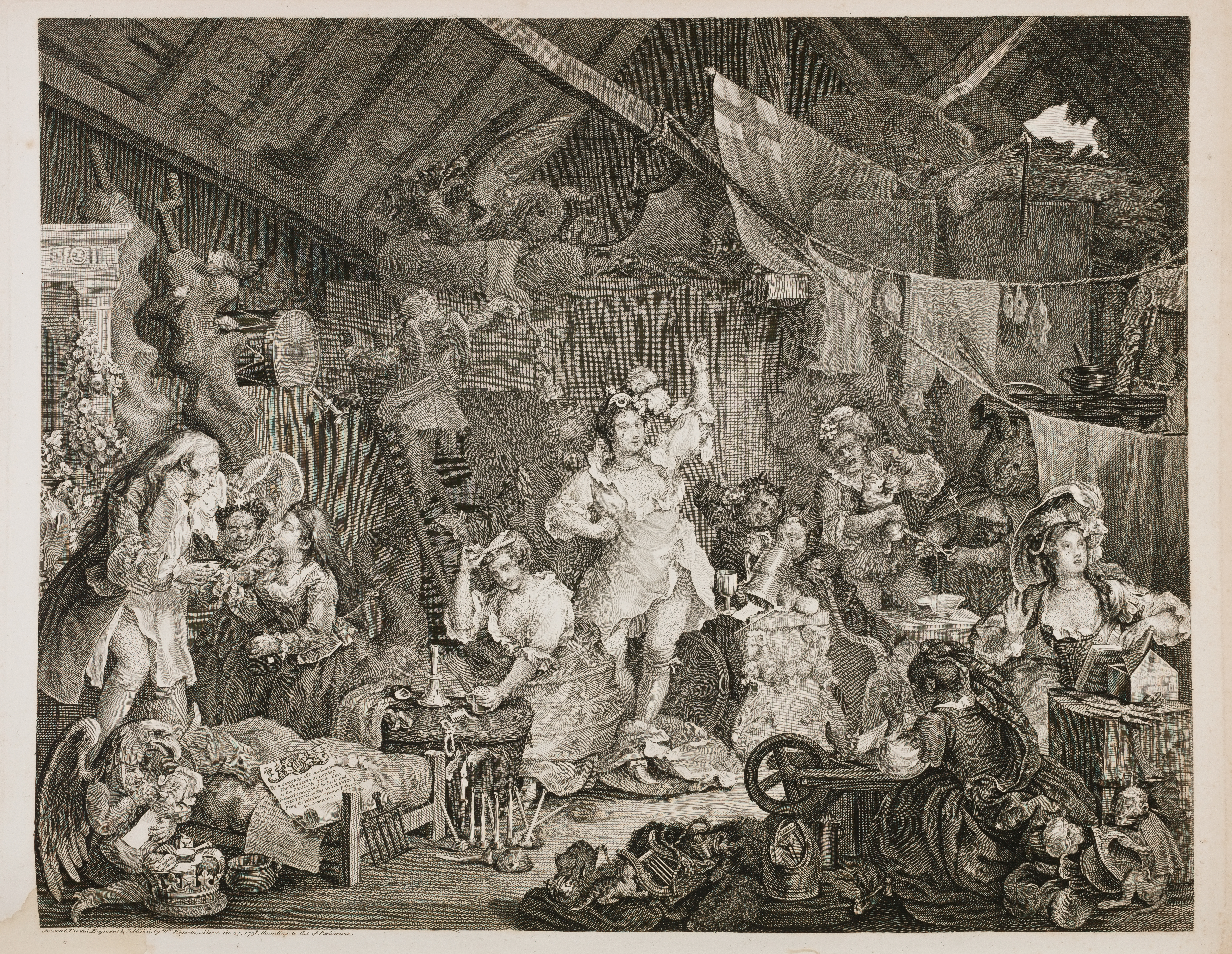
Strolling Actresses Dressing in a Barn (1738), tableau de Hogarth reproduit en gravure pour être livrée avec Four Times of the Day.

Les gravures sont des images en miroir de ces peintures (les plaques gravées étant copiées à partir des peintures, l'image est inversée une fois imprimée), ce qui pose des problèmes pour déterminer, dans certaines scènes, l'heure indiquée sur les horloges. Les images sont parfois perçues comme des parodies de la vie de la classe moyenne à Londres à l'époque, mais les jugements moraux ne sont pas aussi sévères que dans d'autres œuvres d'Hogarth et les classes inférieures n'échappent pas non plus au ridicule. Souvent, le thème est celui de l'ordre excessif par rapport au chaos. Les quatre plaques représentent quatre heures de la journée, mais elles se déplacent également au fil des saisons : le matin est fixé en hiver, midi au printemps et le soir en été. Cependant, la nuit — parfois à tort identifiée comme se déroulant en septembre — a lieu le jour de la pomme de chêne en mai plutôt qu'en automne[réf. nécessaire].
Bien que les dessins soient ceux de Hogarth, on ignore s'il a gravé lui-même les quatre planches. On sait que Le Soir est exécuté grâce au burin de Bernard Baron, un graveur français résidant à Londres. Les estampes, ainsi qu'une cinquième intitulée Strolling Actresses Dressing in a Barn (1738), ont été vendues par abonnement pour une guinée (équivalent d'environ 175 £ en 2019), la moitié étant payable à la commande et l'autre moitié à la livraison. Après abonnement, le prix augmenta de cinq shillings par impression (42 £ en 2019), ce qui rendait le jeu de cinq estampes bien plus cher[réf. nécessaire]. Bien que Strolling Actresses Dressing in a Barn ne soit pas directement liée aux autres estampes, il semble qu'Hogarth avait envisagé de vendre les cinq ensemble, l'ajoutant comme thème complémentaire de la même manière que Southwark Fair l'avait été pour la souscription de The Rake's Progress. Alors que les personnages de Four Times of the Day jouent leurs rôles sans être conscients d'agir, les comédiennes de la compagnie des Strolling Actresses Dressing in a Barn sont représentées comme pleinement conscientes des différences entre la réalité de leur vie et les rôles qu'elles sont amenées à jouer. Des représentations d’Aurore et de Diane apparaissent également dans les deux cas,.
Hogarth passe une annonce pour vendre ses gravures en mai 1737 puis en janvier 1738, mais il n'informe ses souscripteurs qu'en avril de cette année que les plaques sont enfin prêtes. Les peintures sont vendues séparément lors d'une vente aux enchères le 25 janvier 1745, avec les peintures originales de A Harlot's Progress, A Rake's Progress et Strolling Actresses Dressing in a Barn. William Heathcote a acheté Morning (Matin) et Night (Nuit) pour 20 guinées et 20 £, 6 s (respectivement 3 491 £ et 3 374 £ en 2019) et le duc d'Ancaster a acheté Noon (Midi) pour 38 £, 17 s (6 458 £ en 2019) et Evening (Soir) pour 39 £, 18 s (6 632 £ en 2019). Une autre esquisse de Matin avec quelques différences par rapport à la peinture finale, a été vendue lors d'une vente aux enchères ultérieure au prix de 21 £ (3 491 £ en 2019).

## La série

### Morning(Matin)

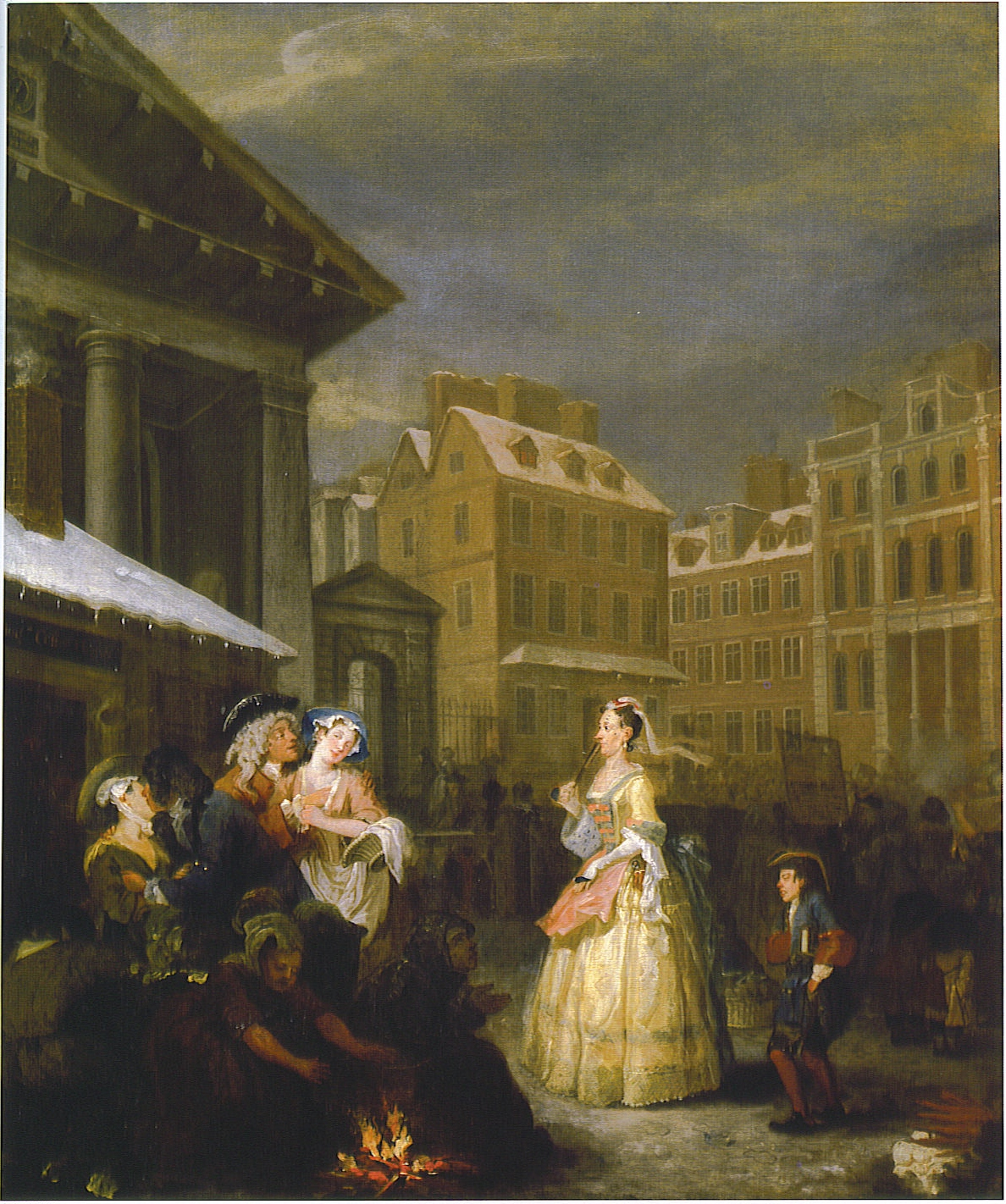
Morning (Peinture I).

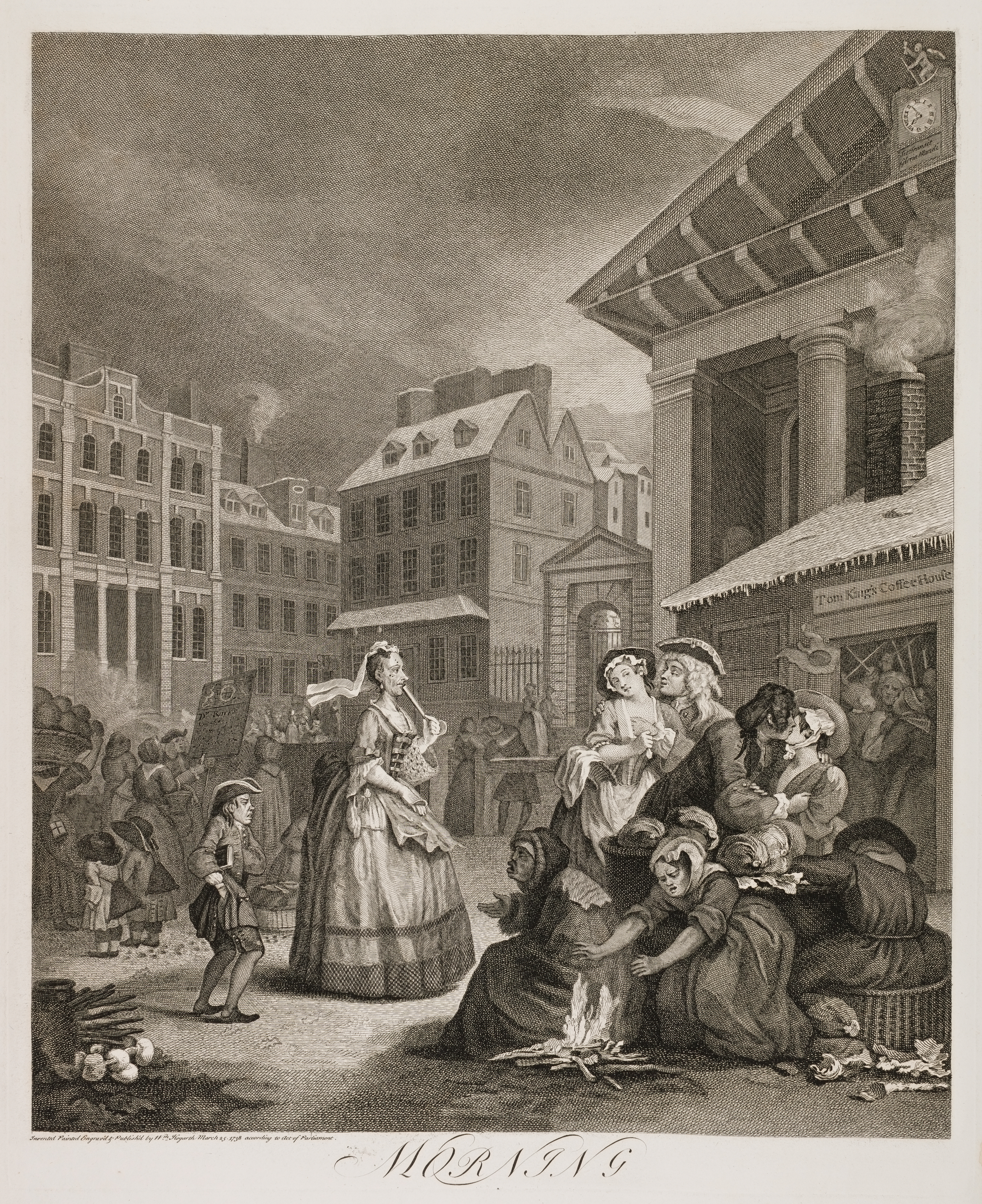
Morning (Estampe I). Deux états.

Dans Morning, une dame se rend à l'église, se protégeant avec son éventail de la vue choquante de deux hommes tripotant des filles du marché. La scène a lieu à l'ouest de Great Piazza, place du marché central de Londres, à Covent Garden, ce qu'indique une partie du portique palladien de l'église Saint-Paul, visible derrière Tom King's Coffee House (en), un lieu notoire célébré dans des pamphlets de l'époque. Henry Fielding mentionne le café dans The Covent-Garden Tragedy et Pasquin. Au moment où Hogarth produit cette image, le café est géré par la veuve de Tom King, Elizabeth Adkins, dite Moll (en), mais la réputation du lieu n’a pas diminué. Moll ouvre les portes une fois celles des autres tavernes fermées, permettant ainsi aux fêtards de continuer à se divertir de minuit à l'aube. Le manoir au portique à colonnes que l'on aperçoit au centre de l'image, se situe au no 43, King Street ; il est attribué à l'architecte Thomas Archer (en) (qui deviendra le 1er baron Archer), qui l'occupe au moment de la publication de l'œuvre par Hogarth. Il est situé du côté nord de la place, tandis que le café se trouve du côté sud, comme le montre la peinture originale de Hogarth. Sur l'image, il est tôt le matin et certains fêtards terminent leur soirée : une bagarre a éclaté dans le café et, dans la mêlée, une perruque s'envole. Pendant ce temps, les marchands ont déballé leurs fruits et légumes pour le marché du jour. Deux enfants se rendant à l'école se sont arrêtés, fascinés par l'activité du marché, en référence directe à A Description of the Morning où Jonathan Swift écrit que les enfants « traînent avec des cartables à la main. » Au-dessus de l'horloge, il y a le Père Temps (en) et en dessous l'inscription Sic transit gloria mundi (Ainsi passe la gloire du monde). On retrouve la fumée qui monte de la cheminée du café dans la scène suivante, Noon.
Hogarth reproduit toutes les caractéristiques de la scène pastorale dans un paysage urbain. Les bergers et les bergères deviennent les mendiants et les prostituées ; le soleil se substitue à l'horloge de l'église ; les montagnes enneigées deviennent les toits enneigés. Le décor de Covent Garden avec ses piles de fruits et de légumes fait lui aussi écho à des scènes de campagne. Au centre de la composition, la déesse glacée de l'Aube se présentant sous la forme d'une prude dévote est suivie de son servant frémissant au nez rouge, reflétant Hespéros, le porteur de l'aube. La femme est la seule qui ne semble pas être affectée par le froid, suggérant que cela pourrait être son élément ; Paulson note aussi que Hogarth fait le parallèle entre l'âge et la saison : le froid de l'hiver pour la vieille fille — effectivement le seul personnage « en harmonie avec l'âpreté du temps » — opposé à la chaleur de la jeunesse. Bien que cette femme se montre choquée, sa robe, qui est trop à la mode pour une femme de son âge et que le tableau montre d'une couleur jaune acide saisissant, peut suggérer qu’elle a d’autres pensées en tête. Elle est communément décrite comme une vieille fille et considérée comme une hypocrite, fréquentant l'église avec ostentation tout en portant un manchon d'hermine à la mode sans faire preuve de charité envers son valet ou le mendiant devant elle. Le personnage de la vieille fille aurait été inspiré d'un membre de la famille de l'artiste, qui, se reconnaissant sur l'image, le fit retirer de son testament. Henry Fielding utilise plus tard la femme comme modèle pour son personnage de Bridget Allworthy dans Histoire de Tom Jones, enfant trouvé,.
Une série d'empreintes de pas montre le chemin parcouru par la femme montée sur des socques destinées à protéger ses beaux souliers de la neige et de la saleté des rues. Un petit objet pend à ses côtés, interprété de différentes manières comme étant soit un casse-noix, soit une paire de ciseaux en forme de squelette ou de portrait miniature, laissant présager d'une déception sentimentale. Bien qu'il apparaisse clairement, dans la peinture, l'objet devient indistinct une fois transposé dans les estampes. Les autres parties de la scène sont toutefois plus claires : à l’arrière-plan, un charlatan vend sa panacée et, tandis que dans le tableau, le panneau publicitaire n’est guère plus qu’un contour transparent, dans l’estampe, le nom du Dr. Rock peut être discerné sous le blason royal, ce qui suggère que son médicament est produit avec l'assentiment de la couronne. Le vendeur peut être Rock lui-même. L'opinion de Hogarth sur Rock est clairement exposée dans l'avant-dernière planche de A Harlot's Progress, où il est représenté en train de se disputer avec le docteur Misaubin à propos du traitement que doit recevoir Moll Hackabout, qui elle, meurt dans un coin, sans surveillance.
En 1745, Hogarth reprend Morning au sein d'une composition gravée, Battle of the Pictures, une invitation à la vente aux enchères de ses œuvres, tenue cette année-là. On y voit ses propres peintures attaquées par des rangs de Vieux Maîtres ; Morning est poignardé par une œuvre mettant en scène saint François d'Assise, tandis que Hogarth oppose la fausse piété de la vieille fille prude à la véritable piété du saint catholique.

### Noon(Midi)

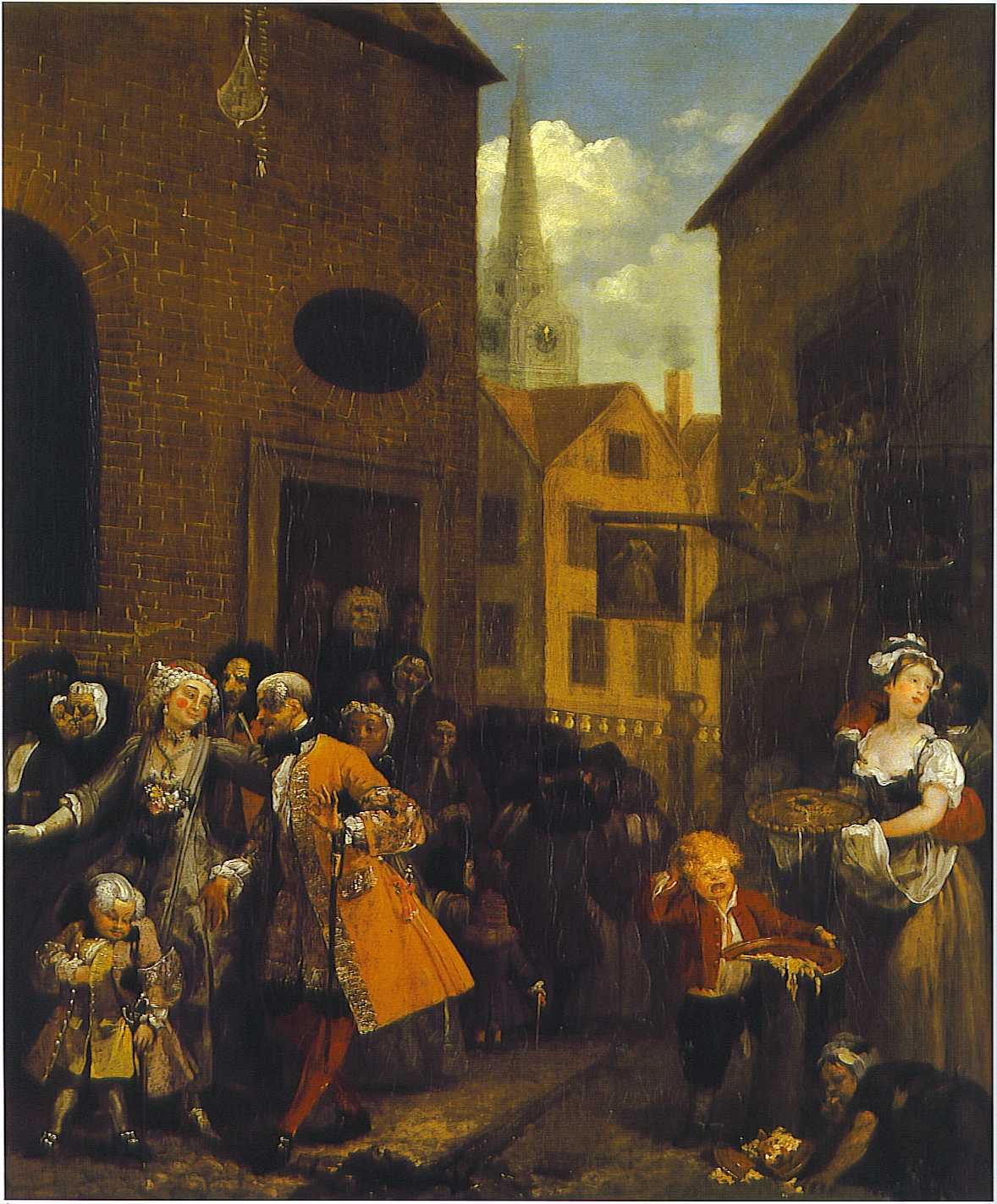
Noon (Peinture II).

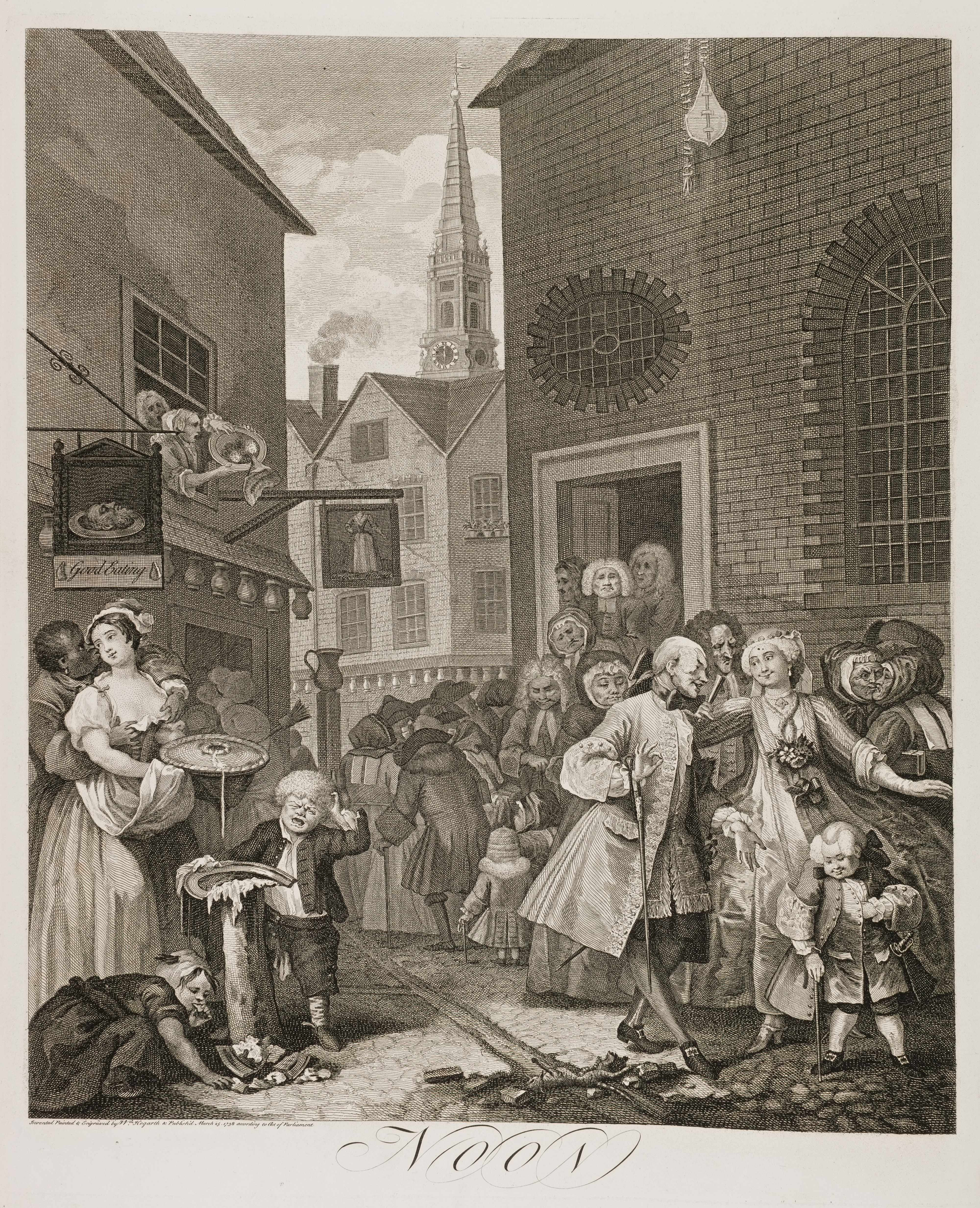
Noon (Estampe II). Deux états.

C'est désormais le printemps ; la scène se passe à Hog Lane, une partie du quartier déshérité de St Giles, avec l'église de St Giles-in-the-Fields en arrière-plan. Par la suite, Hogarth prendra de nouveau St Giles comme toile de fond pour Gin Lane et la Première étape de la cruauté. L'image montre des Huguenots quittant l'église française dans ce qui deviendra le quartier de Soho. Les réfugiés huguenots étaient arrivés à Londres dans les années 1680 pour s'établir comme commerçants et artisans, se psécialisant entre autres dans le commerce de la soie ; l'église française était leur principal lieu de culte. Hogarth oppose leur fantaisie et leur goût affiché pour la « haute couture », à la tenue négligée d'un groupe anglais qui se tient de l'autre côté de la rue ; dans le caniveau, le corps en décomposition d'un chat lapidé divise la rue, et c'est la seule chose que les deux parties ont en commun. Les membres les plus âgés de la congrégation portent des vêtements traditionnels, tandis que les plus jeunes sont à la mode du moment. Les enfants sont déguisés en adultes : le garçon au premier plan se pavane dans ses parures tandis que le garçon, qui est dos au spectateur, a les cheveux maintenu par un filet, dans le style « français » ; portant respectivement un costume de juge et de milord, Hogarth résume à travers eux le chemin parcouru par les Huguenots en Angleterre.
À l'extrême droite, un Noir caresse les seins d'une femme et la distrait de son travail, son plat à tarte « vacillant comme sa vertu ». Cette scène pose de nombreuses questions aux chercheurs : la loi anglaise permettait en effet l'esclavage, mais, en même temps, les pressions abolitionnistes étaient telles, qu'au milieu du XVIIIe siècle, il existait à Londres une population de Noirs libres : cependant, le statut social de cet homme n'est pas clair,. Cet homme, la fille, et le garçon qui hurle, remplissent respectivement les rôles de Mars, Vénus et Cupidon, transpositions qui proviennent des scènes pastorales que Hogarth s'amuse à parodier. Devant le couple, un garçon a posé sa tarte mais le plateau s'est cassé, la renversant sur le sol où elle est rapidement consommée par une gamine des rues. Les traits du garçon sont peut-être calqués sur ceux de l'enfant que l'on voit au premier plan de la première version de L'Enlèvement des Sabines de Nicolas Poussin.
La composition de la scène juxtapose le Huguenot guindé et propre sur lui avec son épouse et son fils vêtus de façon impeccable, avec, de l’autre côté du caniveau, ces trois personnages qui forment leur propre groupe familial. La tête de Jean-Baptiste sur un plateau est le motif publicitaire du magasin de tartes, sous-titré « Bon à manger ». Au-dessous de la pancarte, le couple enlacé étend la métaphore de la bonne chère au-delà d'une simple assiette de nourriture. Plus bas, la fillette de la rue qui ramasse goulûment la tarte porte le thème vers le bas de la composition. Gordon voit dans la ligne verticale des plaques renversées de la fenêtre du haut vers le bas un symbole du désordre qui règne de ce côté de la rue. L'homme réduit à une tête sur la pancarte, dans ce qui est supposé être la fantaisie de la femme, est mis en regard de la « Bonne femme » représentée sur le panneau derrière et qui n'a qu'un corps, sa tête lancinante enlevée pour créer l'idéal masculin de la « bonne femme ». Dans la fenêtre supérieure de l'enseigne, une femme jette dans la rue une assiette avec un morceau de viande, offrant un contraste frappant avec la « bonne » femme représentée sur le panneau. Ronald Paulson voit le cerf-volant suspendu à l'église comme faisant partie d'une trinité de panneaux — le cerf-volant indiquant le but de l'église, l'ascension au ciel, de même que les autres panneaux « Bon à Manger » et « Bonne Femme » indiquent les prédilections de ceux de ce côté-ci de la rue. Cependant, il suggère aussi que c'est un clin d'œil supplémentaire à la tradition pastorale : ici, au lieu de s'élever au-dessus des champs, il est accroché, comme impuissant et dérisoire, au mur de l'église.
L'heure n'est pas claire : Allan Cunningham estime qu'il est onze heures et demie et suggère qu'Hogarth utilise l'heure avancée pour souligner la débauche qui se déroule en face de l'église, au moment de la messe. Pourtant, l'estampe montre les aiguilles indiquant midi et demi, tandis que l'horloge de la peinture montre une fine main dorée pointant sur midi dix.
Sur cette scène plus que toutes les autres, les sympathies d'Hogarth semblent aller aux classes inférieures et plus spécifiquement aux Anglais. En dépit du désordre de ce côté-ci de la rue, on y trouve une abondance de « bons repas » et les personnages ont les joues roses et semblent bien nourris, — même la fille de la rue peut manger à sa faim. Les Huguenots au visage pincé, quant à eux, voient leurs coutumes et leurs vêtements traités aussi impitoyablement que tous les personnages de la série. Une inimitié nationale envers les Français, même les réfugiés français, peut expliquer pourquoi les Anglais sont représentés de façon un peu plus flatteuse ici qu'ils ne le sont par des personnages dans les scènes d'accompagnement. Hogarth se moque de nouveau de la mode continentale dans Marriage A-la-Mode (1743-1745) et attaque plus directement les Français dans le tableau The Gate of Calais (en) qu'il peint dès son retour en Angleterre en 1748 après avoir été arrêté comme espion alors qu'il dessinait à Calais.

### Evening(Soir)

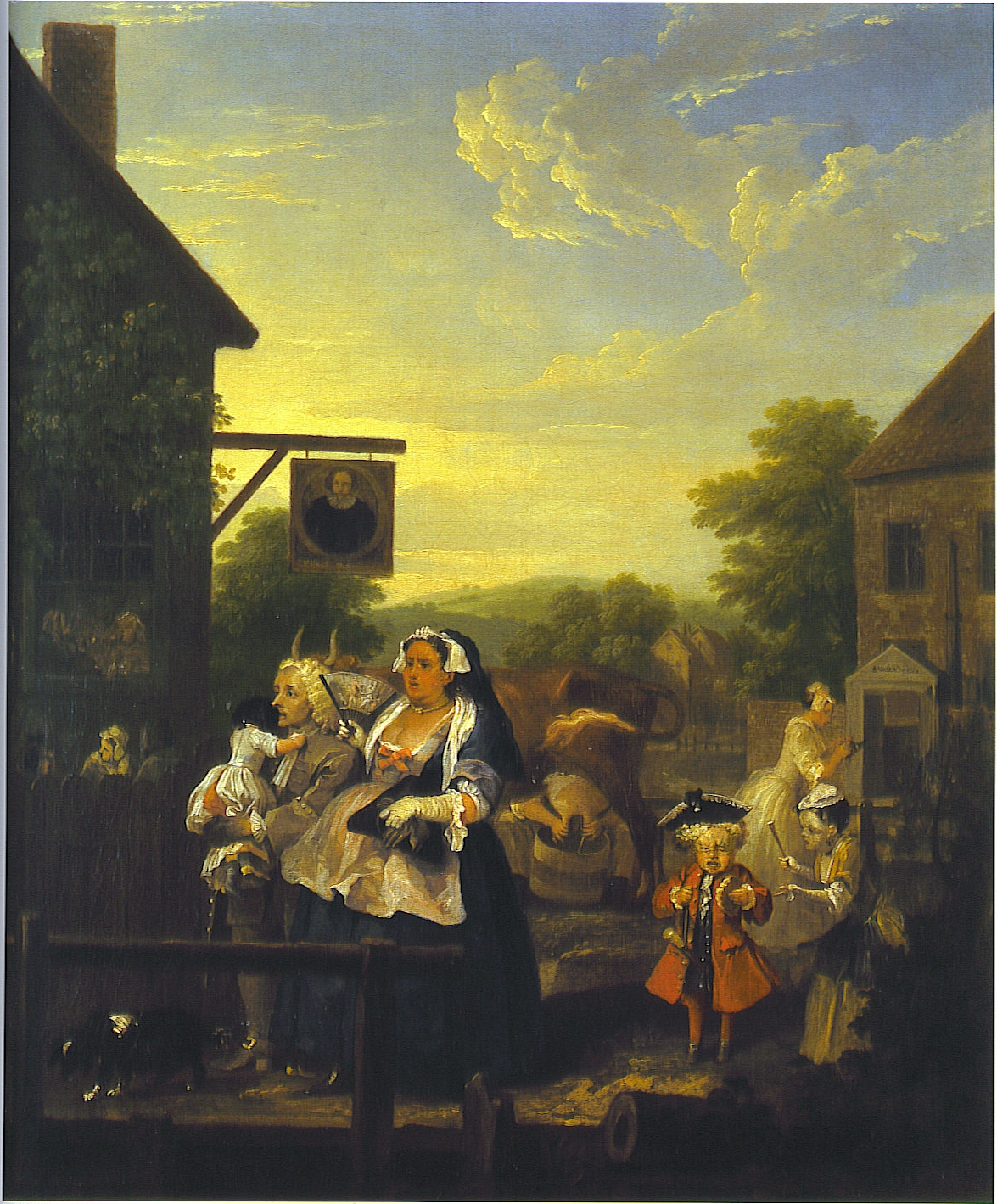
Evening (Peinture III).

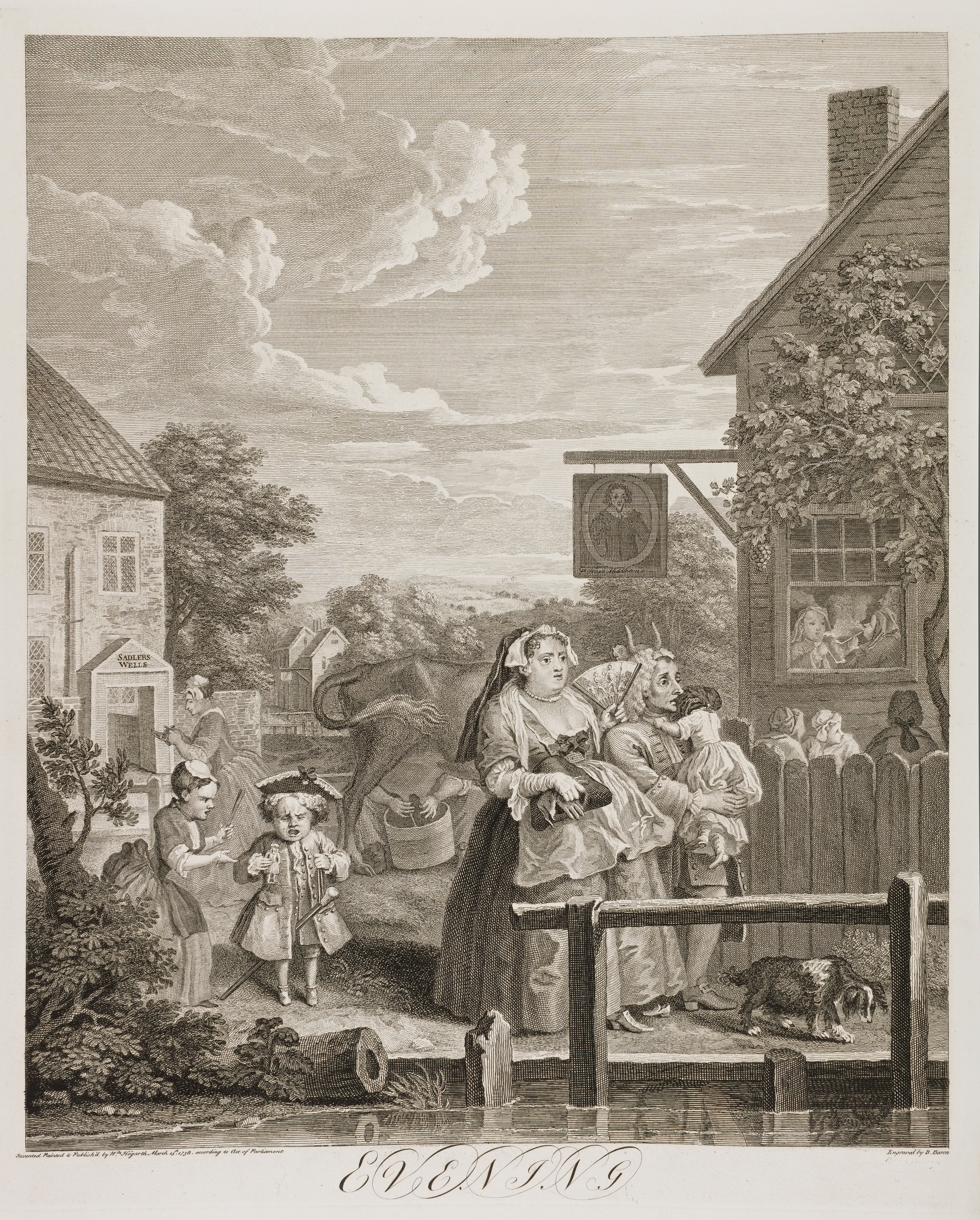
Evening (Estampe III). Trois états.

Contrairement aux trois autres sujets, Evening (« soirée ») se déroule un peu en dehors de la ville, offrant une vue sur les collines environnantes et le ciel couchant. La vache, à l'arrière-plan, indique qu'il est environ cinq heures du soir, l'heure donc de la traire. Tandis que dans la scène de la matinée, le froid hivernal imprègne la scène, ici la chaleur estivale se fait oppressante en fin de journée. Une femme enceinte et son mari tentent de s'échapper du centre ville devenu étouffant en se rendant dans ce quartier à la mode, celui de Sadler's Wells (on aperçoit le portail en pierre du Sadler's Wells Theatre, à gauche). Au moment où Hogarth produit cette série, le théâtre a perdu son aura, il est ici tourné en ridicule par son public composé de commerçants accompagnés par leurs femmes prétentieuses. En 1699, Ned Ward décrivait dans un poème satirique la clientèle ainsi :
« Butchers and bailiffs, and such sort of fellows,

Mixed with a vermin train'd up for the gallows,

As Bullocks and flies, housebreakers and padders,

With prize-fighters, sweetners, and such sort of traders,

Informers, thief-takers, deer stealers, and bullies. »
« Les bouchers et les huissiers de justice, et ce genre de gens,

Mélangé à une vermine entraînée pour la potence,

Comme bœufs et mouches, cambrioleurs et pagayeurs,

Avec des chasseurs de prix, de pots-de-vin et autres marchands de ce type,

Informateurs, voleurs et autres brutes »
Le mari, dont les mains tachées révèlent qu'il est teinturier, semble stressé alors qu'il porte dans ses bras sa fille cadette, épuisée. Dans le tableau, ses mains sont bleues, tandis que le visage de sa femme est coloré de rouge. On distingue, derrière la tête du mari, les cornes de la vache, faisant de celui-ci un cocu et suggérant que les enfants ne sont sans doute pas les siens. Ainsi, la femme est représentée comme source de tourment — et non de bonheur — pour l'homme, elle est montrée « autoritaire et sensuelle ». Derrière le couple, leurs enfants rejouent la scène : la canne du père fait saillie entre les jambes du fils, faisant office de cheval bâton, tandis que la fillette est clairement aux commandes, exigeant le pain d'épices de son frère. Un petit nombre d'épreuves dans lesquelles la fille et la signature de l'artiste ne figurent pas ont été imprimées ; Hogarth ajoute donc la fille moqueuse pour expliquer les larmes du garçon[réf. souhaitée].
La chaleur est rendue tangible par différents motifs : l'apparence agitée de la femme qui se ventile elle-même (sur l'éventail on trouve représentée une scène empruntée à la peinture classique — peut-être Vénus, Adonis et Cupidon se poursuivant — ; la chienne enceinte apathique qui regarde avec envie l'eau ; la vigne vigoureuse qui pousse du côté de la taverne. Comme souvent dans l'œuvre d'Hogarth, l'expression du chien reflète celle de son maître. Longeant le canal de la New River, la famille se précipite vers une taverne, dont l'enseigne représente Hugh Myddelton (en) : ce philanthrope fit faillite en finançant lui-même la construction du canal, qui devait amener de l'eau potable au cœur de Londres en 1613 (une conduite en bois est représentée juste à côté du cours d'eau). Par la fenêtre ouverte, on peut apercevoir d'autres citadins venus s'abriter de la chaleur accablante qui règne dans la taverne. Bien qu’ils paraissent plus joyeux que le teinturier et sa famille, Hogarth se moque de ces personnes qui s’échappent à la campagne pour y chercher le bon air, ils ne font que reproduire les nuisances de la ville, en fumant et en se blottissant dans la taverne surpeuplée.
Evening est également gravée par Bernard Baron, mais quelques retouches proviennent du burin d'Hogarth, elles sont visibles sur les visages. Il a aussi inséré, après coup, la petite fille avec l'éventail, sur les conseils d'un ami.

### Night(Nuit)

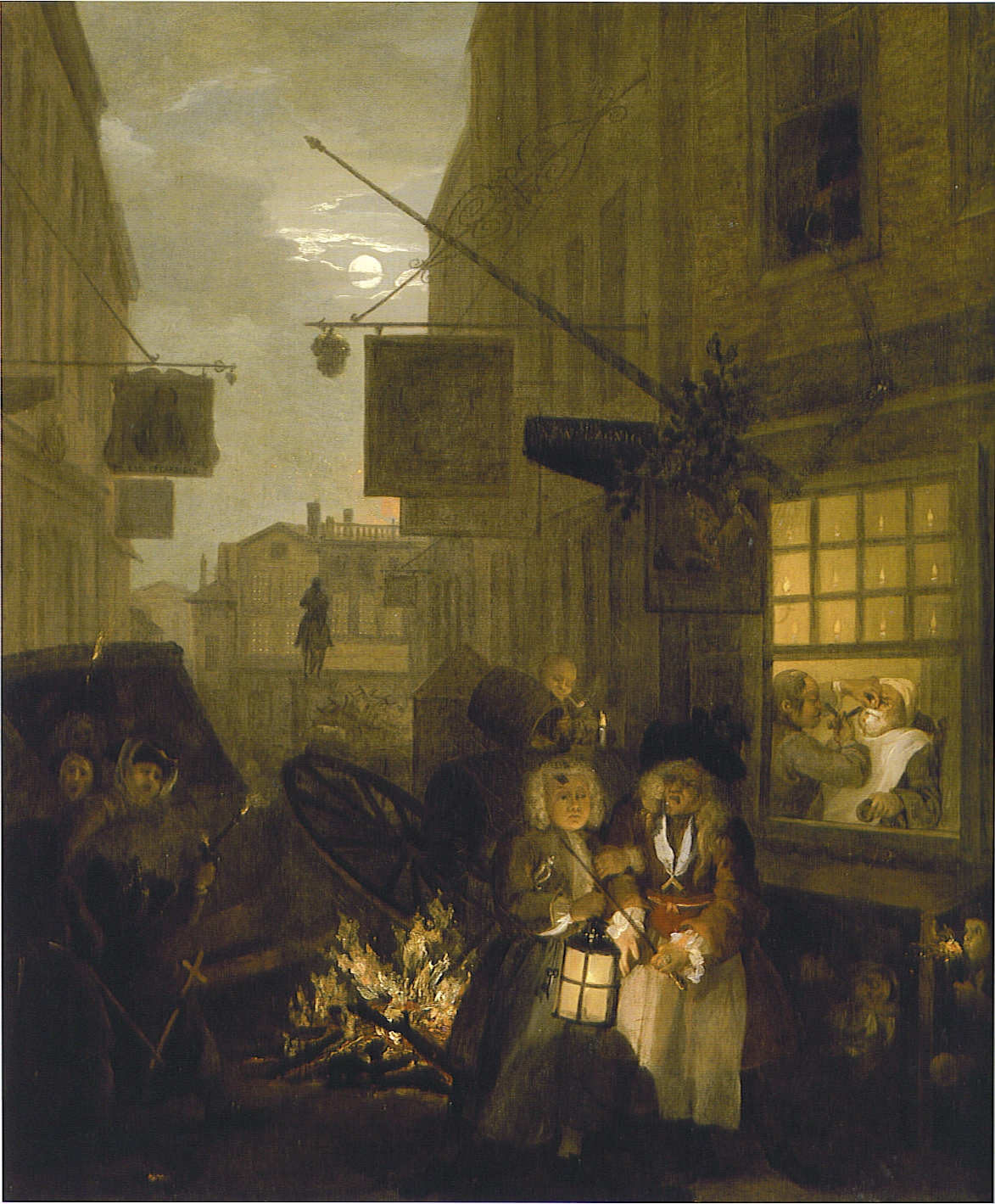
Night (Peinture IV).

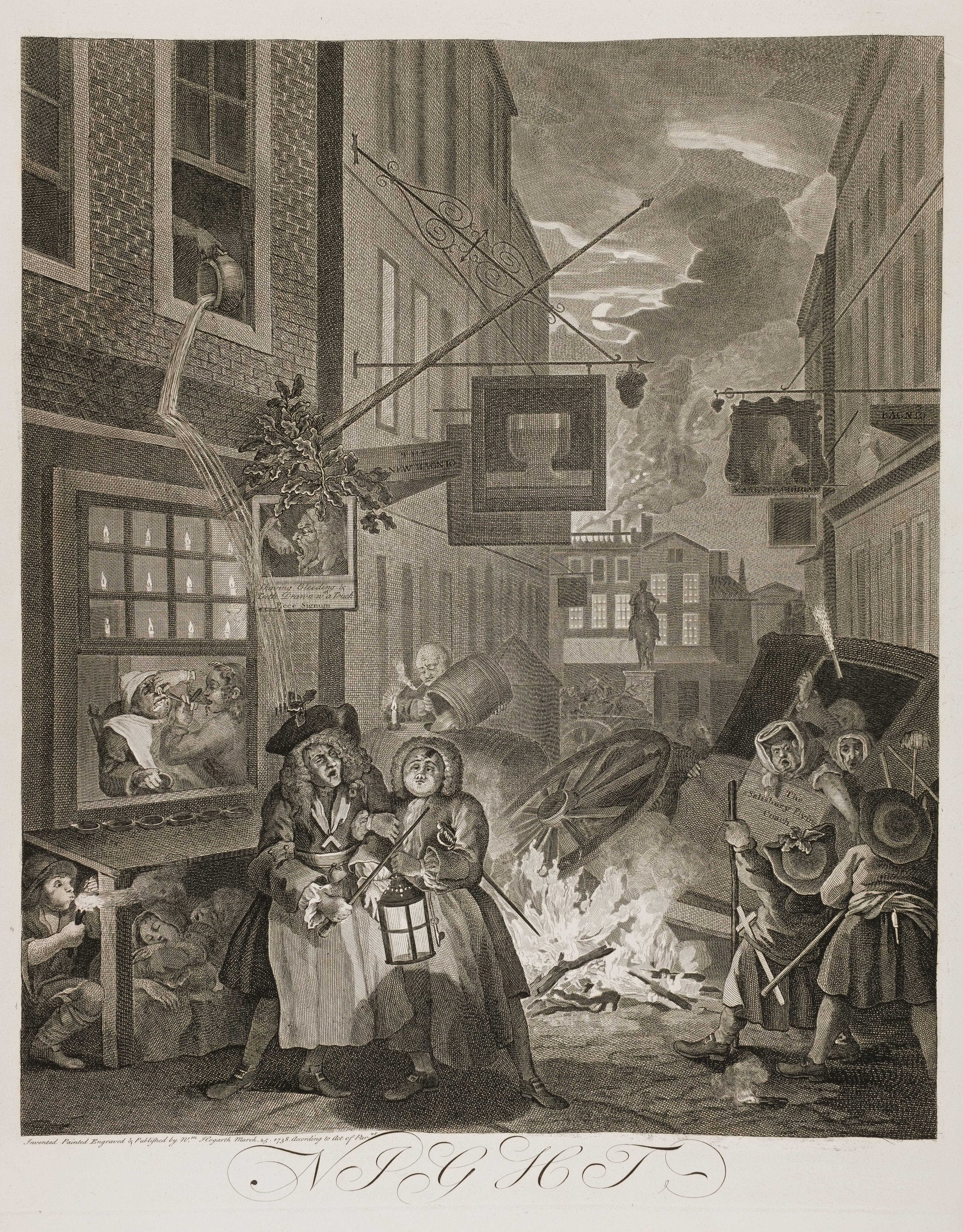
Night (Estampe IV). Deux états.

La dernière image de la série, Night (Nuit), montre les activités chaotiques qui adviennent sous le couvert de la nuit dans le quartier de Charing Cross, lieu que l'on peut identifier grâce à la présence en arrière plan de la statue équestre de Charles Ier d'Hubert Le Sueur, ainsi qu'à deux fameux pubs ouverts sur Charing Cross Road. Ce quartier est aujourd'hui connu sous le nom de « Whitehall ». À l'arrière-plan, le chargement de meubles qui passe laisse à penser que des locataires profitent du « clair de lune » pour partir à la sauvette du logis loué par un propriétaire. Dans le tableau, la lune est pleine, mais dans la gravure, elle apparaît sous la forme d'un croissant.
La plupart des spécialistes considèrent généralement que cette scène a lieu durant la nuit du 29 mai, qui célèbre le Oak Apple Day (en) (litt. « le jour de la pomme de chêne »). Ce jour férié célèbre en réalité la restauration de la monarchie en Angleterre, comme l'indiquent les branches de chêne placées au-dessus de l'enseigne du coiffeur et sur certains chapeaux des sujets. Ces branches font écho au chêne royal dans les branches duquel le futur Charles II s'est caché après avoir perdu la bataille de Worcester en 1651. Charles II est par ailleurs considéré comme le « protecteur des bordels ». En revanche, Sean Shesgreen suggère pour sa part que cette nuit est celle du 3 septembre, elle commémore ladite bataille de Worcester — une datation qui permet, dans cette série, d'assurer la progression saisonnière de l’hiver au printemps et de l’été à l’automne.
Dans le Londres de cette époque, Charing Cross est un relais central pour toute sorte de véhicules, mais cette rue, étroite et encombrée, était le théâtre d’accidents fréquents. Ici, un feu de joie provoque le renversement d'une diligence, la Salisbury Flying Coach. Les feux de joie y étaient fréquents en période de fête, mais très risqués : au loin, un incendie éclaire le ciel. Sous l'estrade, on aperçoit un garçon qui porte une torche ; son métier consiste à éclairer les rues. Il souffle sur la flamme de sa torche comme pour enfummer le couple endormi. Par ailleurs, d'autres gamins jouent avec le feu et l'un de leurs feux d'artifice passe par la fenêtre entrouverte de la voiture.
Sur le bas côté de la route se trouve un chirurgien-barbier dont l'enseigne annonce « Rasage, saignée et dents retirées délicatement. Ecce signum ». À l'intérieur du magasin, le coiffeur, qui est peut-être ivre, rase sans délicatesse aucune un client en tenant son nez comme celui d'un cochon, tandis que des taches de sang parsèment le tissu sous son menton. Les barbiers-chirurgiens étaient en Angleterre une seule et même profession depuis 1540 et ne se spécialisèrent pas avant 1745, date à laquelle les chirurgiens se syndiquèrent pour former la Compagnie des chirurgiens. Les bols disposés sur le rebord de la fenêtre de l'échope contiennent le sang des patients de la journée.
Sous la fenêtre, une famille sans abri s'est fait un lit ; le vagabondage était une infraction criminelle.
Au premier plan, un franc-maçon saoul, identifié par son tablier et son médaillon triangulaire comme étant le vénérable d'une loge maçonnique, est aidé par son couvreur, alors que le contenu d'un pot de chambre lui est versé sur la tête depuis une fenêtre. Sur certains états de gravures, on peut voir une femme qui se tient à l'arrière de la fenêtre et qui le regarde, suggérant que cet acte n'est pas accidentel. Le franc-maçon est traditionnellement identifié comme étant Thomas de Veil (en), membre de la première loge où Hogarth venait d'être reçu, précédant Henry Fielding en tant que magistrat de Bow Street, ainsi que modèle du personnage Justice Squeezum dans Viol après viol (1730, du même Fiedling). De Veil était impopulaire en raison de sa sévère condamnation des vendeurs de gin, jugée hypocrite, car il était connu pour être un amateur invétéré de cette boisson. Visiblement ivre, il est soutenu par son couvreur, un serviteur muni d'épée et d'étouffoir, qui pourrait être le frère Montgomerie, Grand Couvreur de la loge en question, et qui porte au front un pansement,.
Tout autour de la scène centrale, il y a des pubs et des bordels. La taverne Earl of Cardigan se trouve sur un côté de la rue et en face se trouve le Rummer, dont l'enseigne dessinée figure un rummer, c'est-à-dire un petit verre à large bord, avec une grappe de raisin sur le montant. Les loges maçonniques se réunissaient dans les deux tavernes au cours des années 1730 et la loge du Rummer and Grapes, à proximité de Channel Row, était réputée la plus distinguées parmi les quatre qui constituaient la Grande loge de Londres. Le gérant du pub frelate ses tonneaux de vin, une pratique évoquée dans un poème de Matthew Prior, qui vivait avec son oncle Samuel Prior, propriétaire successivement du Rummer and Grapes et du Rummer :
« My uncle, rest his soul, when living,

Might have contriv'd me ways of thriving;

Taught me with cider to replenish

My vats, or ebbing tide of Rhenish. »
« Mon oncle, que son âme repose en paix,

a bien pu me fournir des moyens de prospérer,

m'ayant enseigné à remplir mes cuves de cidre

ou de la marée montante du vin du Rhin. »
Des deux côtés de la rue, il y a des enseignes indiquant The Bagnio et The New Bagnio. En apparence, on pourrait croire qu'il s'agit là de bain turc. Un bagnio était synonyme de maison de plaisir, de lieu de débauche.
L'accident de voiture représenté ici fait référence au 6e comte de Salisbury qui a scandalisé la société londonienne en conduisant et en renversant une diligence. John Ireland suggère que le Salisbury Flying Coach renversé en dessous du panneau Earl of Cardigan visait à se moquer de George Montagu, Grand Maître puis duc de Montagu, qui était également réputé pour sa témérité en conduisant une voiture. La scène fait aussi référence à la fin du poème Trivia de John Gay, dans lequel le conducteur est renversé au cours d'une nuit.

## Réception
Four Times of the Day est la première série d'estampes produite par Hogarth depuis le succès de La Carrière d'une prostituée et de La Carrière d'un libertin (et sera le seul jeu qu'il publiera jusqu'au Marriage A-la-Mode en 1745). En apprenant sa publication imminente, l'éditeur irlandais George Faulkner (en) a écrit depuis Dublin qu'il en prendrait 50 exemplaires. La série met en sourdine les leçons de morale que l'on trouve dans la série précédente et que Marriage A-la-Mode revisitera. Ce manque de mordant l'empêcha d'obtenir un succès similaire, bien qu'elle ait ici trouvé une niche, représenter l'instantané d'une société urbaine, reflet de l'époque d'Hogarth.
À la vente aux enchères de 1745, les peintures de Four Times of the Day partent plus cher que celles de La Carrière d'un libertin, tandis que Night, considéré comme le moins bon de la série, est au contraire parti à un fort meilleur prix. Sarcastique, Conningham commenta cette vente : « Telle était alors la récompense à laquelle les patrons du génie pensaient que ces travaux étaient dévolus. » Tandis que Horace Walpole louait l'estampe qui l'accompagnaient, Strolling Actresses Dressing in a Barn, comme étant la plus belle des œuvres de Hogarth, il eut peu de choses à dire à propos de Four Times of the Day, mis à part le fait qu'il ne soutenait pas la comparaison avec les autres œuvres de Hogarth.
Les peintures Morning et Night font maintenant partie des collections du National Trust d'Upton House, constituées par le collectionneur Walter Samuel, qui en fit don en 1948. Noon et Evening demeurent dans la collection Ancaster du château de Grimsthorpe,.